# Абраменко Сергій Харитонович
Сергій Харитонович Абраменко (22 вересня 1902, Душатин, нині Брянська область — 21 вересня 1968, Суми) — лікар-хірург, організатор системи охорони здоров'я, заслужений лікар УРСР (1954). Кавалер орденів Леніна, Трудового Червоного Прапора.
Син Абраменко Юрій Сергійович — теж лікар, уролог, заслужений лікар УРСР.

## Життєпис
Сергій Харитонович Абраменко народився 22 вересня 1902 року в Душатині, нині Брянська область, в родині селян. Після закінчення Київського медичного інституту у 1927 році працював лікарем Лебединської районної лікарні. З 1928 по 1941 рік обіймав посаду головного лікаря Вільшанської дільничної лікарні.
Брав участь у Радянсько-фінській війні 1939—1940 років. Під час Німецько-радянської війни — головний лікар евакуаційного госпіталю.
У 1945—1954 роках — хірург, головний лікар Охтирської центральної районної лікарні. У 1954—1968 роках — завідуючий відділом охорони здоров'я Сумської області, депутат Сумської обласної ради. Нагороджений орденами Леніна, Трудового Червоного Прапора, медалями.
Помер 21 вересня 1968 року в Сумах.